# Isla de Alábat
La isla de Alábat (en filipino: Pulo ng Alabat) es una isla del archipiélago de Filipinas, en la provincia de Quezon, situada cerca de la costa este del sur de Luzón. La isla tiene una superficie de 192 kilómetros cuadrados (74 millas cuadradas) y una población de 41.822 personas.
La isla se compone de tres municipios, Pérez en el extremo norte, el municipio de Alábat propiamente en el centro y Quezon en el Sur.
La isla está situada en la bahía de Lamon y tiene 33 km de largo, con varios cientos de hectáreas de marismas intermareales expuestas durante la marea baja.